# Bloodsport (album)
Pour les articles homonymes, voir Bloodsport (homonymie).
Albums de Sneaker Pimps
Splinter
(1999)
Singles
1. Sick
Sortie : 2000
2. Loretta Young Silks
Sortie : 2002

Bloodsport est le troisième album studio des Sneaker Pimps, sorti le 22 janvier 2002.
L'album s'est classé 16e au Top Electronic Albums et 46e au Top Independent Albums.

## Liste des titres
| No  | Titre               | Contient un (des) sample(s) de  | Durée |
| --- | ------------------- | ------------------------------- | ----- |
| 1.  | Kiro TV             | Rockwrok d'Ultravox             | 3:45  |
| 2.  | Sick                | Fonky First des Silhouettes     | 4:15  |
| 3.  | Small Town Witch    | Nightclubbing d'Iggy Pop        | 4:48  |
| 4.  | Black Sheep         | Let's Ride de Q-Tip             | 4:01  |
| 5.  | Loretta Young Silks | I Wish You Well de Bill Withers | 5:58  |
| 6.  | M'aidez             |                                 | 5:12  |
| 7.  | The Fuel            |                                 | 4:51  |
| 8.  | Bloodsport          |                                 | 5:24  |
| 9.  | Think Harder        |                                 | 4:44  |
| 10. | Blue Movie          |                                 | 4:08  |
| 11. | Grazes              |                                 | 6:44  |

| 12. | After Every Party I Die | 6:48 |